# Agrotis sincera
Agrotis sincera là một loài bướm đêm trong họ Noctuidae.